# The Spotlights

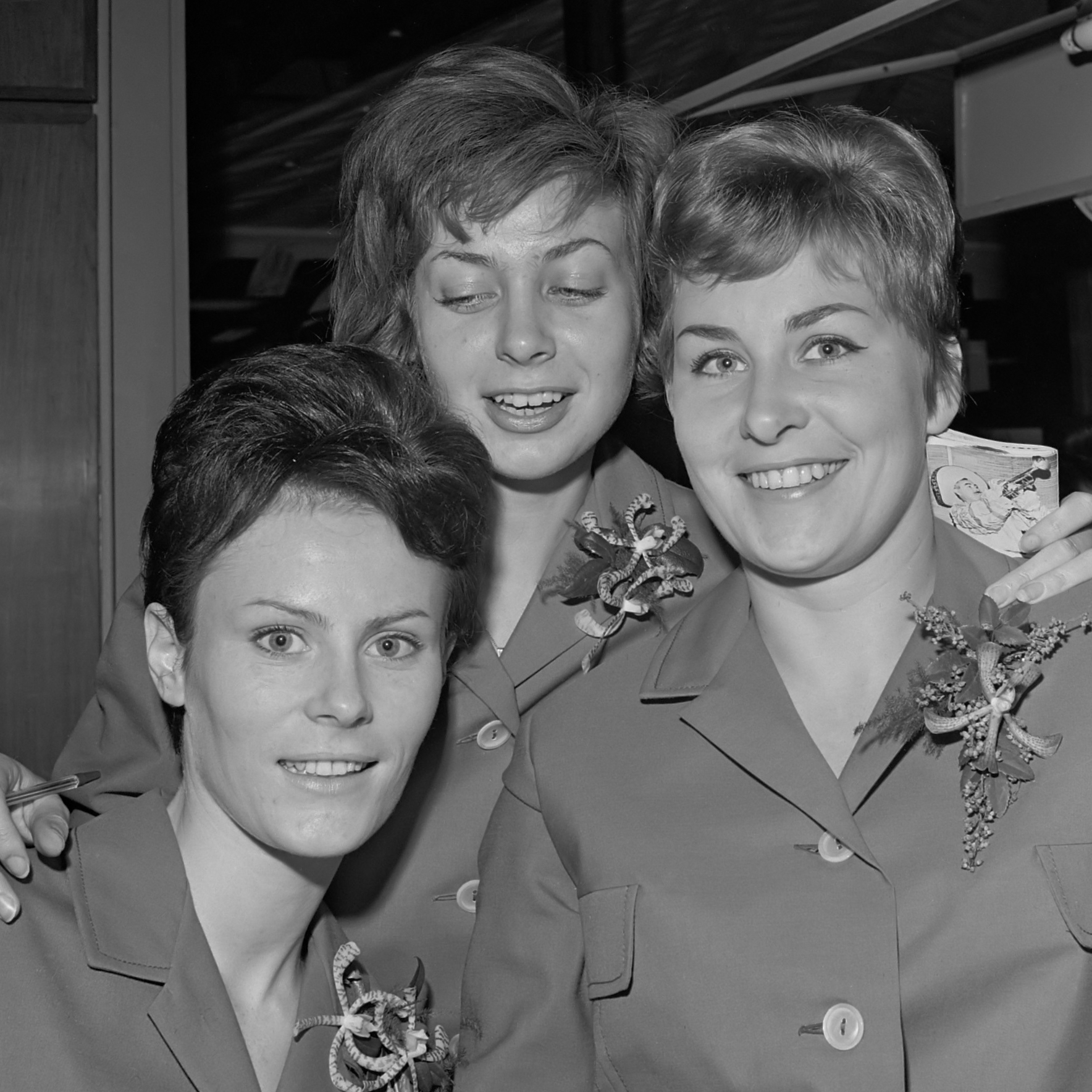
The Spotlights (1963)

The Spotlights was een Nederlandse close-harmonygroep die in de jaren vijftig en zestig veelvuldig op de Nederlandse radio te horen was.
De groep bestond uit Marian Groenendijk, Patty van Blanken en Paula Korver. 
Uit het maandblad Romance van november 1960: 
- De “Spotlights”, gemiddeld 20 jaar, een populair zang-trio. “Rock is onbenullige muziek, waar totaal geen melodie in zit. Daarom zal het over twee jaar verdwenen zijn. De goede muziek (evergreens) komt steeds meer terug.

Een totaal verkeerde inschatting naar al spoedig is gebleken, omdat Elvis nog steeds succes had en nog altijd heeft na z’n dood, en de opkomst van de Beatles en de Rolling Stones.
Het waren de meisjes zélf, die wat platen betreft, al vrij vlug vergeten zijn.
De leden van dit damestrio uit Amstelveen zaten op dezelfde Mulo en zijn daar samen begonnen te zingen. Alle drie hebben ze na die school een jaar op kantoor gezeten totdat er zoveel belangstelling was dat de drie vriendinnen in 1959 hun baan hebben opgezegd. De afsprakenlijst werd steeds groter. Ze traden op in AVRO's Weekendshow, in NCRV's Pas Geperst, in VPRO’s Cabaretserie1959 met Benny Vreden, en in de VARA-tournee met Rudi Carrell. 
De Andrews Sisters en de McGuire Sisters waren dé grote voorbeelden van het drietal. Het repertoire varieerde daarom ook van close-harmony tot covers van bekende hits uit die dagen zoals Bobby Vinton’s Rain rain go away tot Ik hou van het leven, een vrije vertaling van de grote Bob Luman-hit Let’s think about living.

## Discografie
| Jaar | Titel / Componist / Tekst / Begeleiding | Label                                 |
| ---- | --- | ------------------------------------- |
| 1957 | Zo Gaat M'n Hart, Bom Bom Bom Bom / 't Was In December L. Dixon - L. Harrison - Pierre Wijnnobel Orkest onder leiding van Pierre Wijnnobel                                    | Decca FM 264147 + M 64147 (78 toeren) |
| 1960 | De Dixieland Dirigent / Rag-Rag-Rag Hueting - Pierotte / Benz - Wiedenfeld - Nippel - Engels Orkestbegeleiding o.l.v. Coen van Orsouw                                         | Tivoli 42040                          |
| 1960 | Sentimental Journey / Passion Flower | Tivoli 42041                          |
| 1960 | Een Smitje In Z'n Smit'se / Op De Toekomst (Corry Brokken & The Spotlights)                                                                                                   | BV Prod AA 99292                      |
| 1961 | Gotta Get A Date / Love Me A Little | Tivoli 42079 (mono) / 62079 (stereo)  |
| 1961 | Zeg Weet Je Wat Je Deed / Kom Nog Wat Dichter..... Barnes - Adams - Ke Riema - van Aleda / v. Strickland - Piet van Aleda Orkestbegeleiding o.l.v. Bert Paige                 | Tivoli 42081 (mono) / 62081 (stereo)  |
| 1961 | Est Is Ein Kinderspiel / Die Grosse Inspiration | Tivoli 42176                          |
| 1961 | Spielt Die Band Dixieland / Eine Kleine Möwe | Tivoli 42177                          |
| 1961 | Irgendwo Auf Dieser Welt / Crazy Yodel Dixie | Tivoli 42178                          |
| 1961 | Binnen In / Ik Hou Van Het Leven Hans Korten, Stan Haag / B.Bryant | Tivoli 42179                          |
| 1962 | Rain Rain Go Away / Sweet Violets G. Shayne - N. Regney / Cy Coben - Charles Grean Orkest Eddy Young (Eddy de Jong)                                                           | Tivoli 42206                          |
| 1962 | Just Let Me Cry / The Three Caballeros Raleigh - Barkan / Esperón - Gilbert Orkest Eddy Young (Eddy de Jong)                                                                  | Tivoli 42209                          |
| 1963 | Zeg Het Nu Aan De Wereld / Hij Houdt De Hele Wereld In Zijn Hand Peter Yarrow - Paul Stookey - Milton Okun - Mary Travers - Frans van Schaik / Traditional - Frans van Schaik | Funckler 42.766                       |
| 1963 | De Mooiste Foto / (Corry Brokken & The Spotlights) | F106780                               |